# Exoprosopa povolnyi
Exoprosopa povolnyi är en tvåvingeart som beskrevs av Zaitzev 1977. Exoprosopa povolnyi ingår i släktet Exoprosopa och familjen svävflugor.
Artens utbredningsområde är Afghanistan. Inga underarter finns listade i Catalogue of Life.